# Třída Iwo Jima
Třída Iwo Jima byla třída amerických vrtulníkových výsadkových lodí (nesly označení LPH — Landing Platform, Helicopter), které byly v operační službě v letech 1961–2002. Jejich úkolem byla přeprava, výsadek a zásobování jednotky námořní pěchoty pomocí lodí nesených vrtulníků. Sloužit mohly též při odminování, živelních pohromách či jako velitelská plavidla. Celkem bylo postaveno sedm jednotek této třídy. Byly to první nově postavené lodě této kategorie na světě, protože předchozí americké nosiče vrtulníků byly upravené letadlové lodě třídy Essex.

## Stavba
Na stavbě lodí se podílely loděnice Puget Sound Naval Shipyard v Bremertonu ve státě Washington, Philadelphia Naval Shipyard ve Filadelfii a Ingalls Shipbuilding v Pascagoule se státě Mississippi.
Jednotky třídy Iwo Jima:
| Jméno                    | Loděnice             | Spuštěna          | Vstup do služby    | Poznámka       |
| ------------------------ | -------------------- | ----------------- | ------------------ | -------------- |
| USS Iwo Jima (LPH-2)     | Puget Sound Naval SY | 17. září 1960     | 26. srpna 1961     | vvyřazena 1993 |
| USS Okinawa (LPH-3)      | Philadelpia Naval SY | 14. srpna 1961    | 14. dubna 1962     | vyřazena 1992  |
| USS Guadalcanal (LPH-7)  | Philadelpia Naval SY | 14. března 1963   | 20. července 1963  | vyřazena 1994  |
| USS Guam (LPH-9)         | Philadelpia Naval SY | 22. srpna 1964    | 16. ledna 1965     | vyřazena 1998  |
| USS Tripoli (LPH-10)     | Ingalls SB           | 31. července 1965 | 6. srpna 1966      | vyřazena 1995  |
| USS New Orleans (LPH-11) | Philadelpia Naval SY | 3. února 1968     | 16. listopadu 1968 | vyřazena 1997  |
| USS Inchon (LPH-12)      | Ingalls SB           | 24. května 1969   | 20. června 1970    | vyřazena 1998  |

## Konstrukce

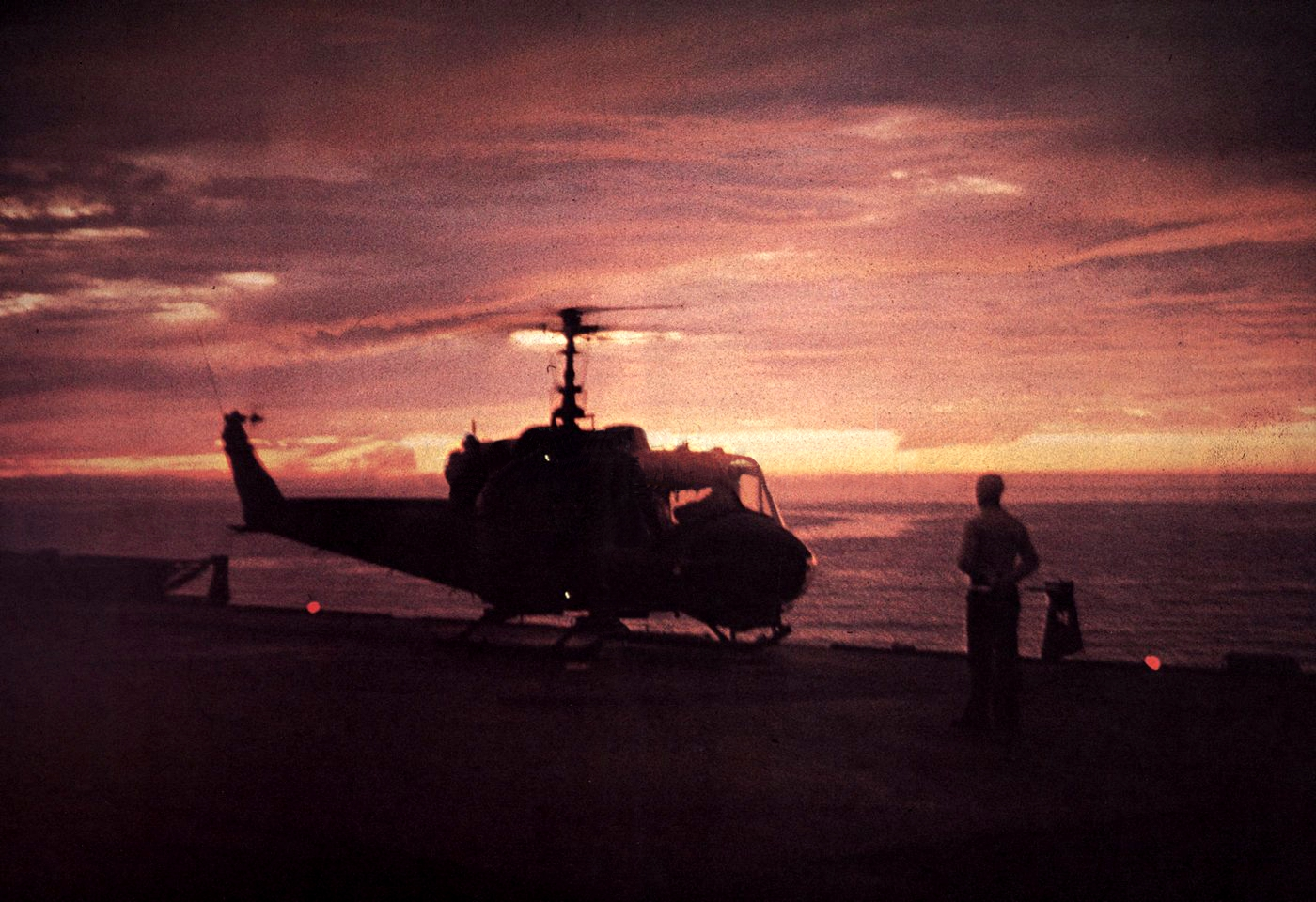
Vrtulník UH-1E na letové palubě USS Iwo Jima

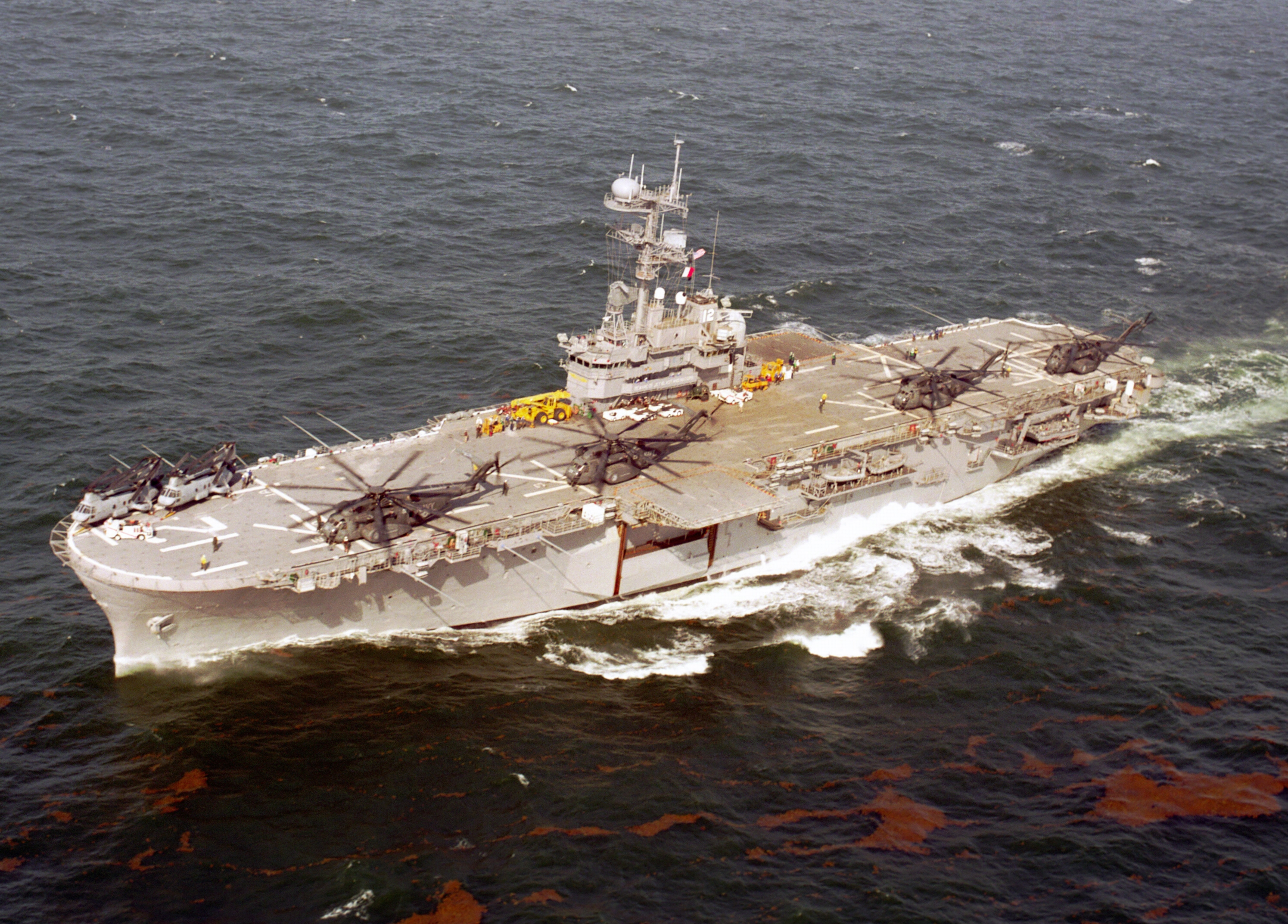
USS Inchon (LPH-12)

Lodě měly přímou letovou palubu a ostrov na pravoboku. Jelikož z nich operovaly pouze vrtulníky, nenesly katapulty. Stroje byly z podpalubního hangáru vyváženy pomocí dvou výtahů. Letecký park mohlo tvořit okolo 30 vrtulníků různých typů. Lodě dále mohly nést výsadek dvou tisíc vojáků námořní pěchoty.
Výzbroj lodí sloužila především k obraně. Po dokončení nesly pouze osm 76mm protiletadlových kanónů ve čtyřech dvoudělových věžích. V první polovině 70. let byly dvě z věží sejmuty a nahrazeny dvojicí osminásobných kontejnerů Mk 25 pro protiletadlové řízené střely moře-vzduch Sea Sparrow. Během 80. let byly na každou loď instalovány rovněž dva 20mm hlavňové systémy blízké obrany Phalanx, sloužící zejména k obraně proti protilodním střelám.

## Služba
Lodě třídy Iwo Jima byly nasazeny například ve vietnamské válce a válce v Zálivu.